# Psychotria ernestii
Psychotria ernestii är en måreväxtart som beskrevs av Kurt Krause. Psychotria ernestii ingår i släktet Psychotria och familjen måreväxter. Inga underarter finns listade i Catalogue of Life.